# Matamoras (Ohio)
Matamoras es una villa ubicada en el condado de Washington en el estado estadounidense de Ohio. En el Censo de 2010 tenía una población de 896 habitantes y una densidad poblacional de 896,24 personas por km².

## Geografía
Matamoras se encuentra ubicada en las coordenadas 39°31′6″N 81°4′24″O / 39.51833, -81.07333. Según la Oficina del Censo de los Estados Unidos, Matamoras tiene una superficie total de 1 km², de la cual 0.9 km² corresponden a tierra firme y (9.84%) 0.1 km² es agua.

## Demografía
Según el censo de 2010, había 896 personas residiendo en Matamoras. La densidad de población era de 896,24 hab./km². De los 896 habitantes, Matamoras estaba compuesto por el 97.21% blancos, el 0.45% eran afroamericanos, el 0.11% eran amerindios, el 0.22% eran asiáticos, el 0% eran isleños del Pacífico, el 0% eran de otras razas y el 2.01% pertenecían a dos o más razas. Del total de la población el 1% eran hispanos o latinos de cualquier raza.